# Cornwells Heights (Pennsylvania)
Cornwells Heights statisztikai település az Amerikai Egyesült Államok Pennsylvania államában, Bucks megyében. Lakosainak száma 1251 fő (2020. április 1.).

## Népesség
A település népességének változása:

| 2010 | 1 391 |
| 2020 | 1 251 |